# György Boros
György Boros (ur. 22 stycznia 1971) – węgierski szermierz, pięciokrotny medalista mistrzostw świata.
W 1987 roku zdobył indywidualnie złoty medal w kategorii kadetów na mistrzostwach świata juniorów w Tel Awiwie. Na rozgrywanych trzy lata później mistrzostwach świata juniorów w Mödling zdobył srebrny medal. Zdobył też złoto indywidualnie na mistrzostwach świata juniorów w Istambule w 1991 roku.
Podczas mistrzostw świata w Essen w 1993 roku Węgrzy w składzie: Bence Szabó, József Navarrete, György Boros, Csaba Köves i Péter Abay zdobyli złoty medal w zawodach drużynowych. W tej samej konkurencji zdobył też złoty medal na mistrzostwach świata w La Chaux-de-Fonds (1998), srebrny na mistrzostwach świata w Atenach (1994) oraz brązowe na mistrzostwach świata w Hadze (1995) i mistrzostwach świata w Kapsztadzie (1997).
Nigdy nie wziął udziału w igrzyskach olimpijskich.
Zdobył indywidualnie brązowy medal w szpadzie na mistrzostwach Europy w Lizbonie w 1992 roku.